# Natalie Alyn Lind
Natalie Alyn Lind (Chicago, Illinois, 21 juni 2000) is een Amerikaans actrice. Ze speelde onder andere in de televisieseries The Goldbergs en Gotham.

## Biografie
Lind werd geboren als de oudste dochter van John Lind en Barbara Alyn Woods. Haar twee jongere zussen Emily Alyn Lind en Alyvia Alyn Lind zijn ook actrice.
Lind debuteerde als actrice in de televisieserie One Tree Hill. Vervolgens vertolkte ze de terugkerende rol van Dana Caldwell in de ABC-televisieserie The Goldbergs. Lind had gastrollen in de televisieseries Criminal Minds, ICarly, Wizards of Waverly Place en Flashpoint. In 2015 was Lind te zien als het personage Silver St. Cloud in het tweede seizoen van de serie Gotham. Twee jaar later werd Lind gecast als Lauren Strucker, een mutant in de X-Men televisiepilot The Gifted. Lind werd in juni 2019 gecast als Ashley in de CBS-dramaserie Tell Me a Story.
In maart 2020 verkreeg Lind de rol van Danielle Sullivan, een gekidnapt slachtoffer, in de ABC-televisieserie Big Sky. Ook speelde ze in 2023 in de romantische film Marked Men van Nick Cassavetes.

## Filmografie

### Films
| Jaar | Titel                                          | Rol                         | Opmerkingen |
| ---- | ---------------------------------------------- | --------------------------- | ----------- |
| 2010 | Blood Done Sign My Name                        | Boo Tyson                   |             |
| 2009 | Kaboom                                         | Cult slachtoffer            |             |
| 2014 | Mockingbird                                    | Jacob's vriendin #4         |             |
| 2023 | Justice League x RWBY: Super Heroes & Huntsmen | Wonder Woman / Diana Prince | Stemrol     |
| 2023 | Pet Sematary: Bloodlines                       | Norma                       |             |

### Televisie
| Jaar            | Titel                    | Rol                 | Extra                                                     |
| --------------- | ------------------------ | ------------------- | --------------------------------------------------------- |
| 2006            | One Tree Hill            | Alicia              | 1 afl.                                                    |
| 2008            | Army Wives               | Jonge Roxy LeBlanc  | 1 afl.                                                    |
| 2010            | Flashpoint               | Alexis Sobol        | 1 afl.                                                    |
| 2010            | ICarly                   | Bree                | 1 afl.                                                    |
| 2010            | Criminal Minds           | Kayla Bennett       | 1 afl.                                                    |
| 2010            | November Christmas       | Grandniece / Pirate | Televisiefilm                                             |
| 2011            | Wizards of Waverly Place | Marisa              | 1 afl.                                                    |
| 2012            | Playdate                 | Olive Valentine     | Televisiefilm                                             |
| 2013            | Dear Dumb Diary          | Claire Vanderhied   | Televisiefilm                                             |
| 2013–2020, 2023 | The Goldbergs            | Dana Caldwell       | Terugkerende rol (seizoen 1–3, 7); gastrol (season 4, 10) |
| 2015            | Murder in the First      | Daisy               | 1 afl.                                                    |
| 2015            | Gotham                   | Silver St. Cloud    | Terugkerende rol (seizoen 2), 7 afleveringen              |
| 2016            | Chicago Fire             | Laurel              | 1 afl.                                                    |
| 2017            | IZombie                  | Winslow Sutcliffe   | 1 afl.                                                    |
| 2017–2019       | The Gifted               | Lauren Strucker     | Hoofdrol                                                  |
| 2019            | Daybreak                 | Mavis               | Terugkerende rol                                          |
| 2019–2020       | Tell Me A Story          | Ashley Rose Pruitt  | Hoofdrol (seizoen 2)                                      |
| 2020–2021       | Big Sky                  | Danielle Sullivan   | Hoofdrol (seizoen 1)                                      |